# (4309) Marvin
(4309) Marvin (1978 QC) – planetoida z pasa głównego asteroid okrążająca Słońce w ciągu 5 lat i 75 dni w średniej odległości 3 j.a. Została odkryta 30 sierpnia 1978 roku.